# Ed Sadowski
Edward Anthony Sadowski (ur. 11 lipca 1917 w Akron, zm. 18 września 1990 w Wall) – amerykański koszykarz, występujący na pozycji środkowego, wielokrotny mistrz w kilku różnych ligach, trener koszykarski.

## Osiągnięcia
College
- Zaliczony do składu All-East (1939)

ABL
- Mistrz ABL (1942, 1944)[1]

NBL
- Mistrz NBL (1945)[2]
- 3-krotny zwycięzca turnieju World Professional Basketball Tournament (1941, 1945, 1946)[2]
- Zaliczony do I składu:
  - All-Tournament Team (1941)[3]
  - All-NBL (1941)[2]
- Debiutant Roku NBL (1941)[2]

BAA/NBA
- Wybrany do składu I składu BAA (1948)[4]
- Lider w:
  - liczbie fauli (1949 – 273)[5]
  - play-off w skuteczności rzutów z gry (1947)[6]
- Uczestnik meczu gwiazd Legend NBA (1957)[7]